# Howard Dimsdale
Howard Dimsdale (* 21. April 1914 in Sioux City, Iowa; † 27. August 1991 in Los Angeles, Kalifornien) war ein US-amerikanischer Drehbuchautor.

## Leben
Dimsdale schrieb erste Drehbücher ab 1938 für Kurzfilme, ab Mitte der 1940er Jahre für kleinere Spielfilme. Mit Aufkommen des Fernsehens wandte er sich fast ausschließlich diesem Medium zu und wirkte ab 1952 als fleißiger Autor zahlreicher Episoden von Serien wie Die Abenteuer von Robin Hood, Abenteuer im wilden Westen, Ben Casey, Tennisschläger und Kanonen, Mannix, Planet der Affen oder Rauchende Colts. Bis 1988 war er in dieser Funktion tätig, die er aufgrund seines Aufscheinens auf der Schwarzen Liste der McCarthy-Ära lange Jahre in Verkleidung und unter dem Pseudonym Arthur Dales auszuüben gezwungen war. Nach seiner aktiven Zeit lehrte er die wenigen ihm verbleibenden Jahre am American Film Institute; einige seiner Schüler nannten in ihren Produktionen etliche Charaktere nach Dimsdale.

## Filmografie (Auswahl)
- 1938: Party Fever (Kurzfilm)
- 1946: Irgendwo in der Nacht (Somewhere in the Night)
- 1950: Ärger in Cactus Creek (Curtain Call in Cactus Creek)
- 1950: Irma, das unmögliche Mädchen (My Friend Irma Goes West)
- 1952: Aladdin and His Lamp
- 1953: Der scharlachrote Kapitän (Captain Scarlett)
- 1958: Sheriff wider Willen (The Sheriff of Fractured Jaw)
- 1968: Bonanza (Bonanza) (Fernsehserie, 1 Episode)
- 1969–1974: Rauchende Colts (Gunsmoke) (Fernsehserie, 3 Episoden)
- 1988: Superboy (Fernsehserie, 2 Episoden)